# Charles Longley
Charles Thomas Longley (Rochester, 28 luglio 1794 – Croydon, 27 ottobre 1868) è stato un arcivescovo anglicano britannico.

## Biografia
Nato e cresciuto a Rochester, studiò alla Westminster School e poi al Christ Church dell'Università di Oxford, dove ottenne il B.A. (1815), il M.A. (1819), il Bachelor of Divinity e il Doctor of Divinity (1829). Intanto nel 1818 era stato ordinato sacerdote e gli era stato affidato il vicariano di Crowley nel 1823.
Nel 1827 divenne preside della Harrow School e, dopo nove anni alla direzione dell'istituto, fu consacrato vescovo di Ripon nel 1836. Vent'anni dopo divenne vescovo di Durnham, mentre nel 1860 fu elevato ad arcivescovo di York. Nel 1862 divenne arcivescovo di Canterbury e, in questa veste, presidiò la prima conferenza di Lambeth nel 1867.
Sposato con Caroline Sophia Parnell dal 1831, ebbe sette figli. Morì ad Addington Palace, Croydon, nel 1868.